# Олянчин Домет Герасимович
До́мет Гера́симович Оля́нчин (19 серпня 1891, Війтівка на Брацлавщині — † 25 червня 1970, Штутгарт) — український історик на еміграції в Німеччині. Мазепознавець, шевченкознавець, архівіст, нумізмат, генеалог, освітянин. Дослідник українсько-німецьких торгових зв'язків та історії Церкви. Учень В'ячеслава Липинського. Доктор філософії Берлінського університету.
Дійсний член НТШ і ВУАН.

## Біографія
Народився в родині незаможного селянина. Склав іспити екстерном повітової 2-клясової школи в Брацлаві. 1910 вступив на Педагогічні Курси у Кам'янці-Подільському, отримавши диплом вчителя. Директором курсів був Д. Онацький, а вчителем історії — Никифор Григоріїв (Григоріїв-Наш). Через них був пов'язаний із місцевою «Просвітою».
З 1915 — у австрійському полоні. Налагоджує зв'язки із Спілкою Визволення України. Після повернення в Україну (1918) — студент Київського та Кам'янець-Подільського університетів. Іде на евакуацію разом з урядом УНР.

## На еміграції
З 1921 — на еміграції у Німеччині. Закінчив Берлінський університет.
У Прусському Таємному Державному Архіві знайшов оригінали невідомих до того часу листів Гетьманів України Богдана Хмельницького (1657) та Івана Виговського (1658) до курфірста Бранденбургського Фрідріха-Вільгельма. Ці листи привернули увагу професорів С. Томашівського та В. Липинського, надруковані з передмовою Олянчина в «Хліборобський Україні».
Ще один успіх на ниві архівної справи — віднайдення грамоти Генеральної конференції між православними та протестантами 1599 у Вільнюсі, що її вважали за втрачену.
Працював в Українському науковому інституті в Берліні. Дисертація присвячена творчості Григорія Сковороди. Автор кількох ненадрукованих праць про життя і творчість філософа. Також досліджував рід Сковороди, зокрема довів, що походження російського релігійного філософа Володимира Солов'єва, по матері — з роду Василя Сковороди, брата Григорія Сковороди.
Один з керівників Українського академічного товариства.

### Історик Церкви
Відкрив ім'я невідомого Митрополита Київського: «Владика Полоцький і Вітебський Симеон, наречений митрополит Київський і всея Руси (біля 1457)».

### Кореспондент відомих вчених
Олянчин залишив багату епістолярну спадщину. Серед його адерсатів — Василь Біднов, Дмитро Дорошенко, Богдан Крупницький, 3енон Кузеля, В. Латинський, Дмитро Антонович, Євген Вировий, гетьман Павло Скоропадський та його родина, професор Геч, Олександр Скоропис, Сергій Шемет.

## Основні праці
- Oljančyn D. Originaltext der Urkunde der Generalföderation zwischen Protestanten und Orthodoxen. — Kyrios (Königsberg), 1936, Bd. 1, S. 198—205.
- Олянчин Д. До історії торгівлі України з Кримом: 1754—1758 рр. — ЗНТШ, 1933 р., т. 152, с. 135—147.
- Олянчин Д. Пам'ятки з минулого українського духовно-культурного життя в Німеччині. — ЗапЧСВВ, 1936 р., т. 6, № 3-4, с.
- Олянчин Д. Опис подорожі шведського посла на Україну 1656—1657 р.(Гільдебранд) //ЗНТШ. СІЛУ-Львів, 1937.Праці історично-філософічної секції. — Т. 154.-С 54.
- Олянчин Д. Портрет Мазепи: який з досі відомих мальованих портретів є до нього подібний. — Шлях перемоги, 1961 р., № 1-2, 4.